# Alimentare aeriană

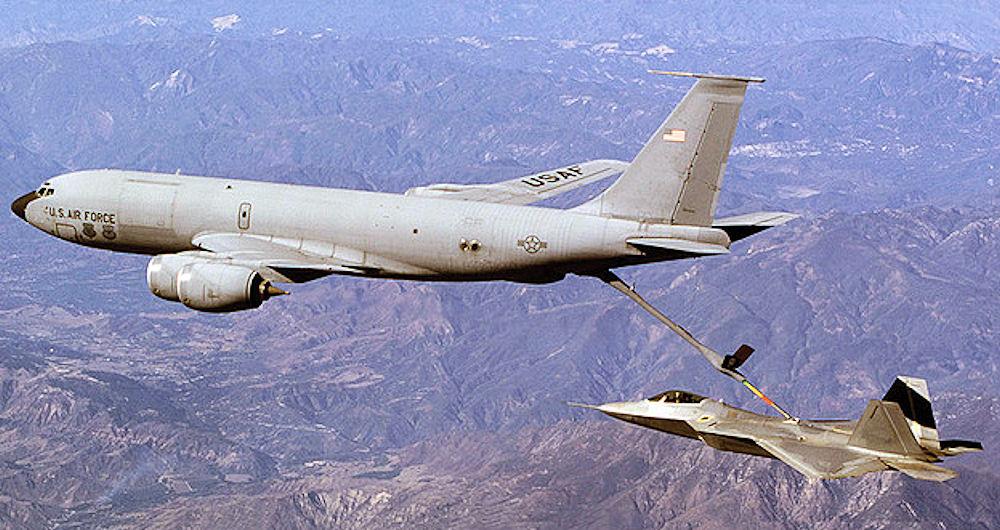
Un avion F-22 alimentat în aer

Alimentarea aeriană este un tip de încărcare cu combustibil a unui aparat de zbor militar, in timpul zborului. De exemplu, un alimentator aerian este avionul KC-135 Stratotanker.